# Curt Bois
Curt Bois, all'anagrafe Kurt Boas (Berlino, 5 aprile 1901 – Berlino, 25 dicembre 1991), è stato un attore tedesco, con una carriera che si estende per oltre 80 anni, dalle sue prime esperienze come attore bambino nel cinema muto a una presenza costante in ruoli di caratterista nel cinema sonoro dai primi anni trenta alla fine degli anni ottanta.

## Biografia
Curt Bois iniziò a recitare nel 1907 nella natia Berlino, diventando uno dei primi attori bambini del mondo del cinema, con la partecipazione al film muto Bauernhaus und Grafenschloß. Nel 1909 interpretò il ruolo di protagonista nel cortometraggio Der Kleine Detektiv.
Bois affrontò senza problemi il passaggio all'età adulta e da giovane attore continuò a recitare in svariate produzioni, tra le quali da ricordare è soprattutto La principessa delle ostriche (1919) di Ernst Lubitsch. Lavorando con successo sia al cinema sia in teatro, Bois continuò la sua attività anche nel cinema sonoro, segnalandosi già alla sua prima interpretazione in L'amico del granduca (Der Schlemihl, 1931) diretto da Max Nosseck.
Nel 1934, tuttavia, per le sue origini ebraiche fu costretto a lasciare la Germania insieme al cognato e alla sorella Ilse, attrice anche lei, per trasferirsi negli Stati Uniti, dove lavorò inizialmente in teatro, sui palcoscenici di Broadway. Nel 1937 si spostò a Hollywood, iniziando una carriera cinematografica in ruoli di caratterista, che sarebbe durata per decenni. Tra i suoi personaggi più celebri, il borseggiatore che raggira gli stranieri creduloni, mettendoli in guardia sui malfattori, e poi derubandoli egli stesso del portafogli, nel film Casablanca (1942) di Michael Curtiz.
Dopo la seconda guerra mondiale, Bois decise di rientrare in Germania all'inizio degli anni cinquanta e lì proseguì la sua carriera di attore, sia cinematografica sia televisiva, fino alla seconda metà degli anni ottanta, quando diede l'addio alle scene con il personaggio di Homer, il poeta anziano del film Il cielo sopra Berlino (1987) di Wim Wenders.
Si è sposato due volte: prima nel 1931 con l'attrice Hedy Ury della quale rimase vedovo nel 1962 e poi con Dagmar con cui rimase fino alla morte.
Bois morì a Berlino, la sua città natale, all'età di novant'anni, il giorno di Natale del 1991.

## Filmografia parziale

### Cinema
- Das Geschenk des Inders, regia di Louis Ralph (1914)
- Der Dieb, regia di Franz Eckstein, Rosa Porten (1918)
- La principessa delle ostriche (Die Austernprinzessin), regia di Ernst Lubitsch (1919)
- Der Jüngling aus der Konfektion, regia di Richard Löwenbein (1926)
- L'amico del granduca (Der Schlemihl), regia di Max Nosseck (1931)
- Hollywood Hotel, regia di Busby Berkeley (1937)
- Tovarich, regia di Anatole Litvak (1937)
- Il sapore del delitto (The Amazing Dr. Clitterhouse), regia di Anatole Litvak (1938)
- Garden of the Moon, regia di Busby Berkeley (1938)
- Il grande valzer (The Great Waltz), regia di Julien Duvivier (1938)
- Hotel Imperial, regia di Robert Florey (1939)
- Notre Dame (The Hunchback of Notre Dame), regia di William Dieterle (1939)
- Seduzione (The Lady in Question), regia di Charles Vidor (1940)
- La febbre del petrolio (Boom Town), regia di Jack Conway (1940)
- Tzigana (Bitter Sweet), regia di W. S. Van Dyke (1940)
- Una notte a Rio (That Night in Rio), regia di Irving Cummings (1941)
- La porta d'oro (Hold Back the Dawn), regia di Mitchell Leisen (1941)
- Il peccatore di Tahiti (The Tuttles of Tahiti), regia di Charles Vidor (1942)
- Follie di New York (My Gal Sal), regia di Irving Cummings (1942)
- Casablanca, regia di Michael Curtiz (1942)
- Sua Altezza è innamorata (Princesse O'Rourke), regia di Norman Krasna (1943)
- Il canto del deserto (The Desert Song), regia di Robert Florey (1943)
- Fascino (Cover Girl), regia di Charles Vidor (1944)
- La carovana dei ribelli (Gypsy Wildcat), regia di Roy William Neill (1944)
- Nel mar dei Caraibi (The Spanish Main), regia di Frank Borzage (1945)
- Saratoga (Saratoga Trunk), regia di Sam Wood (1945)
- Arco di trionfo (Arc of Triumph), regia di Lewis Milestone (1948)
- La castellana bianca (The Woman in White), regia di Peter Godfrey (1948)
- È tempo di vivere (Let's Live a Little), regia di Richard Wallace (1948)
- Presi nella morsa (Caught), regia di Max Ophüls (1949)
- L'amabile ingenua (The Lovable Cheat), regia di Richard Oswald (1949)
- Il grande peccatore (The Great Sinner), regia di Robert Siodmak (1949)
- Le avventure di Capitan Blood (Fortunes of Captain Blood), regia di Gordon Douglas (1950)
- La ballata dei fantasmi (Das Spukschloß im Spessart), regia di Kurt Hoffmann (1960)
- La barca è piena (Das Boot ist voll), regia di Markus Imhoof (1981)
- Il cielo sopra Berlino (Der Himmel über Berlin), regia di Wim Wenders (1987)

### Cortometraggi
- Bauernhaus und Grafenschloß (1907)
- Der Fidele Bauer (1908)
- Der Kleine Detektiv, regia di Heinrich Bolten-Baeckers (1908)
- Mutterliebe (1909)
- Klebolin klebt alles, regia di Heinrich Bolten-Baeckers (1909)
- Ein neuer Erwerbszweig (1912)
- Des Pfarrers Tochterlein, regia di Adolf Gärtner (1913)

## Doppiatori italiani
- Stefano Sibaldi in Tovarich, La febbre del petrolio (ridoppiaggio), La porta d'oro, Arco di trionfo Nel mar dei Caraibi,
- Alberto Sordi in Casablanca
- Augusto Marcacci in Le avventure di Capitan Blood
- Ferruccio Amendola in La ballata dei fantasmi
- Omero Antonutti in Il cielo sopra Berlino